# فوكوميس
فوكوميس (الاسم العلمي: Fukomys)، جنس قوارض من فصيلة العرميات تم وصفه في عام 2006، معظم أنواعه كانت في السابق ضمن جنس الديماسي. أعطانها في أفريقيا.